# Svazek obcí Čistý Zlechovský potok
Svazek obcí Čistý Zlechovský potok je svazek obcí v okresu Uherské Hradiště, jeho sídlem je Zlechov a jeho cílem je zajištění realizace odvádění a čištění odpadních vod, tj. konkrétně odkanalizování obcí Zlechov, Tupesy a Břestek, včetně čistírny odpadních vod. Sdružuje celkem 3 obce a byl založen v roce 2005.

## Obce sdružené v mikroregionu
- Břestek
- Tupesy
- Zlechov